# Валкарече (Мачерата)
Валкарече је насеље у Италији у округу Мачерата, региону Марке.
Према процени из 2011. у насељу је живело 31 становника. Насеље се налази на надморској висини од 416 м.